# Олен
Олен (на нидерландски: Olen) е селище в Северна Белгия, окръг Тьорнхаут на провинция Антверпен. Намира се на 18 km южно от град Тьорнхаут. Населението му е около 11 300 души (2006).
В Олен е разположен един от големите заводи на медодобивната компания Аурубис. Голяма част от преработваната в него анодна мед се доставя от завода на Аурубис България в град Пирдоп. При Олен се намира и един от шестте шлюза на канала Албер.